# Annona amazonica
Annona amazonica este o specie de plante angiosperme din genul Annona, familia Annonaceae, descrisă de Robert Elias Fries. Conform Catalogue of Life specia Annona amazonica nu are subspecii cunoscute.